# Hanna Konsek
Hanna Konsek (ur. 21 stycznia 1987) – polska piłkarka uniwersalna,  grająca na pozycji pomocnika, napastnika jak i obronie.

## Kariera
Od 2002 roku zawodniczka Unii Racibórz z którą zdobyła 2 tytuły mistrza Polski. Kilkukrotnie zdobywała też tytuł najlepszej strzelczyni, jak i najlepszej piłkarki w I i II lidze. W 2014 roku przeszła do BW Hohen Neuendorf, a w 2015 roku do 1.FC Lübars. Następnie powróciła do BW Hohen Neuendorf. Podjęła pracę w fabryce w Berlinie.
W kadrze A debiutowała 23 września 2006 w meczu eliminacyjnym do Mistrzostw Świata 2007. W sumie dla biało-czerwonych rozegrała 6 meczów, m.in. w kwalifikacjach do ME 2009. Ma za sobą także 18 meczów w reprezentacji U-19.